# Ectropis lignea
Ectropis lignea är en fjärilsart som beskrevs av Goldfinch 1944. Ectropis lignea ingår i släktet Ectropis och familjen mätare. Inga underarter finns listade i Catalogue of Life.